# Slag bij Polvoraria
De Slag om Polvoraria vond plaats in het jaar 878 tussen de christelijke strijdkrachten van het koninkrijk Asturië onder leiding van Alfons III van Asturië en de islamitische strijdkrachten van het Omajjadische emiraat Córdoba onder leiding van emir Mohammed I van Córdoba.
De slag vond plaats nabij de samenvloeiing van de rivieren Orbigo en Esla in het noordwesten van Spanje en eindigde in een overwinning voor het koninkrijk Asturië.